# حبيش بن الأعسم
حبيش بن الأعسم هُوَ حُبَيْش بن الْحسن الدِّمَشْقِي وَهُوَ ابْن أُخْت حنين بن إِسْحَق وَمِنْه تعلم صناعَة الطِّبّ وَكَانَ يسْلك مَسْلَك حنين فِي نَقله وَفِي كَلَامه وأحواله إِلَّا أَنه كَانَ يقصر عَنهُ.
وَقَالَ حنين بن إِسْحَق وَقد ذكره فِي بعض الْمَوَاضِع أَن حبيشا ذكي مطبوع على الْفَهم غير أَنه لَيْسَ لَهُ اجْتِهَاد بِحَسب ذكائه بل فِيهِ تهاون وَإِن كَانَ ذكاؤه مفرطا وذهنه ثاقبا. وحبيش هُوَ الَّذِي تمم كتاب مسَائِل حنين فِي الطِّبّ الَّذِي وَضعه للمتعلمين وَجعله مدخلًا إِلَى هَذِه الصِّنَاعَة.
ولحبيش من الْكتب: كتاب إصْلَاح الْأَدْوِيَة المسهلة، كتاب الْأَدْوِيَة المفردة، كتاب الأغذية، كتاب فِي الاسْتِسْقَاء، مقَالَة فِي النبض على جِهَة التَّقْسِيم.